# 张震宇 (1964年)
张震宇（1964年5月—），河南夏邑人，中华人民共和国政治人物，现任中国民主促进会中央常委、河南省委主委，河南省政协副主席。

## 简历
毕业于郸城一高，1985年毕业于河南大学地理系，1988年取得河南大学地理系自然地理学专业硕士学位。2003年10月，任河南省信息产业厅副厅长；2015年8月，任河南省科学技术厅厅长。2018年3月，任河南省政协副主席。
他是第十二届和十三届全国政协常委。